# Paul Temple
Paul Temple è un personaggio immaginario creato dallo scrittore inglese Francis Durbridge. Temple è uno scrittore professionista di romanzi polizieschi e un investigatore privato dilettante. Insieme alla moglie Louise, affettuosamente chiamata "Steve" in riferimento al suo pseudonimo giornalistico "Steve Trent", risolve crimini misteriosi attraverso una deduzione sottile e articolata con umorismo. Da vero gentiluomo, l'imprecazione più forte che usa è "By Timothy!".
Creati per la serie radiofonica della BBC Send for Paul Temple nel 1938, i Temple sono apparsi in più di 30 drammi radiofonici della BBC, dodici serie per la radio tedesca, quattro lungometraggi britannici, una dozzina di romanzi e una serie televisiva della BBC. Una striscia quotidiana di Paul Temple è stata pubblicata sul London Evening News per due decenni.

## Descrizione del personaggio
Paul Temple è uno scrittore professionista. Pur non avendo una formazione investigativa formale, la sua esperienza nella costruzione di trame criminali per i suoi romanzi gli permette di applicare il ragionamento deduttivo per risolvere casi la cui soluzione era sfuggita a Scotland Yard.
Nel corso di ogni caso, Temple evita gli interrogatori formali o altre tecniche di polizia, preferendo conversazioni informali con sospettati e testimoni. Eppure, anche questo stile informale di indagine innesca invariabilmente tentativi da parte dei sospettati di ostacolarlo, attraverso trappole, imboscate e persino tentativi di assassinio. Sopravvissuto a questi tentativi, Temple organizza un cocktail party o un evento sociale simile in cui smascherava il colpevole. In molti dei serial, il colpevole in questione agisce sotto falso nome, in qualità di mente di complesse operazioni criminali, mentre continua a incontrare Temple.
Alla fine di ogni racconto, Paul, Steve e il commissario della polizia Sir Graham Forbes effettuano un'autopsia. In questa occasione Paul spiega perché certi eventi della serie si sono verificati, quali di questi erano false piste e quali erano veri indizi. In generale, le serie presentano eventi simili, spesso nella stessa sequenza.

## Opere

### Le serie originali
I personaggi e la formula narrativa di Paul Temple furono sviluppati in una serie di serial radiofonici della BBC trasmessi tra il 1938 e il 1968, con diversi attori radiofonici che interpretavano i Temple. Dopo la guerra, il personaggio fu interpretato da una serie di attori diversi: Barry Morse (1945), Howard Marion-Crawford (1946) e Kim Peacock (1946-1951). La coppia più longeva e più popolare tra il pubblico fu quella formata da Peter Coke (pronunciato "Cooke") e Marjorie Westbury, che recitarono insieme in ogni serial realizzato tra il 1954 e il 1968; Westbury aveva interpretato il ruolo in ogni serial trasmesso tra il 1945 e il 1954.
La serie radiofonica nacque dalla collaborazione tra lo scrittore Francis Durbridge e il produttore della BBC Martyn C. Webster, entrambi autori di tutte le trasmissioni radiofoniche andate in onda nel trentennio dal 1938 al 1968. Durbridge era ancora al college quando contattò Webster, che all'epoca lavorava per la BBC Midlands Region, con la sua proposta per una serie di genere giallo su un detective gentiluomo.
Inizialmente le serie furono trasmesse sul servizio della BBC Midlands Region. Con l'aumentare della popolarità, vennero trasmesse a livello nazionale invece che su Home Service. Tuttavia, nel 1945, trovarono una nuova collocazione permanente nel Light Programme, anch'esso un'emittente nazionale, dove rimasero (salvo occasionali repliche sull'Home Service) fino all'ultima puntata del 1968. La musica introduttiva e di chiusura della maggior parte delle puntate era Coronation Scot, composta da Vivian Ellis, sebbene le prime puntate (quelle trasmesse prima del dicembre 1947) utilizzassero un estratto da Shahrazad di Nikolaj Rimskij-Korsakov. Le repliche di alcune puntate continuarono ad essere ascoltate sull'emittente che succedette all'Home Service, Radio 4, durante gli anni '80, e fino al 1992 (quando The Spencer Affair fu replicato per celebrare l'ottantesimo compleanno di Francis Durbridge).
Molte delle prime puntate, in cui l'eroe omonimo era interpretato da numerosi attori, sono andate perdute. Diverse furono rifatte negli anni '40, in forma ridotta, come lungometraggi. Tuttavia, alcuni dei primi serial radiofonici esistono ancora, tra cui Paul Temple Intervenes del 1942, che vede Westbury per la prima volta in un ruolo secondario. Esistono anche tutti i serial con Peter Coke, tranne uno: dal 2003, vengono regolarmente trasmessi sulla stazione digitale BBC Radio 7 (ora BBC Radio 4 Extra). Nel 2006, la stazione radio incontrò l'allora 93enne Coke per un programma di interviste di mezz'ora, Peter Coke and the Paul Temple Affair, e l'attore fu intervistato anche nel 1998 per un documentario di mezz'ora, Send For Paul Temple, un episodio della serie The Radio Detectives.
Poiché non sono sopravvissute registrazioni di molti dei primi serial, nel 2006 BBC Radio 4 iniziò a ricrearli, nel modo più autentico possibile: come produzioni mono, utilizzando microfoni ed effetti sonori d'epoca e utilizzando i copioni originali. In tutti i casi, Crawford Logan ha interpretato Paul Temple e Gerda Stevenson Steve, come attori principali. La prima di queste trasmissioni, nell'agosto 2006, è stata una nuova produzione in otto puntate di Paul Temple and the Sullivan Mystery, originariamente trasmessa nel 1947. Una nuova produzione di The Madison Mystery, del 1949, è andata in onda tra maggio e luglio 2008, seguita dalla serie del 1947 Paul Temple and Steve tra giugno e luglio 2010. A Case for Paul Temple, del 1946, è stata trasmessa tra agosto e settembre 2011. L'ultima produzione di questo tipo fino ad oggi è stata Paul Temple and the Gregory Affair, trasmessa nel 2013 (la più lunga di tutte le serie, con dieci episodi). Molte di queste nuove produzioni vedevano l'attore gallese Gareth Thomas nel ruolo di Sir Graham Forbes. Ciascuna delle nuove registrazioni è stata pubblicata anche su CD.
La frase ad effetto di Paul Temple, "By Timothy", comparve per la prima volta nel secondo episodio del primo serial in assoluto, Send for Paul Temple. Pronunciata da Kim Peacock nei serial degli anni '40, faceva sembrare Temple simile all'attore Wilfrid Hyde-White (era una frase che Hyde-White usava frequentemente, in particolare nella serie radiofonica della BBC The Men from the Ministry). Intervistato nel 2006, Peter Coke affermò di odiare la frase, perché anche negli anni '50 la trovava antiquata.
Nel 1998, alla morte dello scrittore Francis Durbridge, la BBC trasmise un documentario radiofonico su Paul Temple scritto e presentato da Jeffrey Richards, intitolato Send for Paul Temple (andato in onda il 20 maggio 1998), che includeva estratti da registrazioni sopravvissute conservate nel BBC Sound Archive, come quella del primo serial in assoluto del 1938.

### Adattamenti filmici
Tra il 1946 e il 1952, Paul Temple apparve in quattro lungometraggi, ognuno dei quali era una versione ridotta di uno dei primi serial radiofonici della BBC (ora perduti). Questi film furono distribuiti dalla Butcher's Film Service. Tutti furono realizzati negli anni precedenti alla scelta di Peter Coke per il ruolo definitivo di Paul Temple nella serie radiofonica nel 1954. Marjorie Westbury era già affermata nella serie radiofonica a quel punto, ma non fu scelta per questi film perché non era un'attrice cinematografica.
- 1946 Send for Paul Temple (remake ridotto dell'omonimo serial radiofonico) con Anthony Hulme (1910–2007) (nato Harry Idris Miller) nel ruolo di Temple, Joy Shelton in quello di Steve e Maire O'Neill in quello di Mrs. Neddy.
- 1948 Calling Paul Temple (remake ridotto del serial radiofonico Send for Paul Temple Again) con John Bentley nel ruolo di Temple e Dinah Sheridan in quello di Steve.
- 1950 Paul Temple's Triumph (remake ridotto della serie radiofonica News of Paul Temple) con John Bentley nel ruolo di Temple e Dinah Sheridan in quello di Steve.
- 1952 Paul Temple Returns (remake ridotto della serie radiofonica Paul Temple Intervenes) con John Bentley nel ruolo di Temple e Patricia Dainton in quello di Steve. Uscì anche con il titolo alternativo Bombay Waterfront.

### Serie televisiva BBC
Francis Durbridge concesse in licenza i diritti televisivi dei suoi personaggi alla BBC, che tra il 1969 e il 1971 produsse una serie drammatica intitolata Paul Temple. La serie vedeva Francis Matthews nei panni di Paul Temple e Ros Drinkwater nei panni di sua moglie Steve. Nessuna delle sceneggiature televisive fu scritta da Durbridge e le storie sono ambientate negli anni '70 e mancano del fascino d'epoca delle storie radiofoniche.
I 52 episodi, realizzati in 4 stagioni, furono coprodotti con ZDF, emittente televisiva della Germania Ovest con sede a Monaco. Questo rese possibile, in termini di budget, girare scene della serie all'estero (ad esempio a Monaco e in altre città della Germania Ovest). Gli episodi furono successivamente doppiati in tedesco, con doppiatori tedeschi, per essere trasmessi da ZDF al pubblico tedesco.
Solo 16 dei 52 episodi sono attualmente presenti nell'archivio televisivo della BBC con la loro colonna sonora originale in inglese, e solo 11 di questi sono a colori (degli altri cinque, sopravvivono solo registrazioni televisive in bianco e nero). Le stagioni dalla 2 alla 4 sono conservate, a colori, negli archivi in Germania, ma con la colonna sonora tedesca doppiata. Gli 11 episodi a colori sono disponibili in DVD (EAN 5036193099021).
La sigla della serie televisiva è stata composta da Ron Grainer.

### Romanzi
Molti dei serial radiofonici della BBC su Paul Temple furono trasposti in forma di romanzo tra il 1938 e il 1989 da Francis Durbridge, che collaborò con alcuni collaboratori dei suoi copioni originali. Il primo fu Send for Paul Temple (1938) con John Thewes. Si pensa che "Thewes" fosse uno pseudonimo di Charles Hatton, con cui Durbridge collaborò alle successive quattro trasposizioni in romanzo di Temple fino al 1948. Tutti questi furono rapidamente adattati dai copioni originali per sfruttare la popolarità del serial radiofonico. Durbridge si servì di un coautore perché si considerava uno scrittore di dialoghi, uno sceneggiatore piuttosto che un romanziere. I due romanzi con Douglas Rutherford (The Tyler Mystery, 1957 e East of Algiers, 1959) apparvero sotto lo pseudonimo di "Paul Temple". Il romanzo The Tyler Mystery è insolito perché attribuisce alla moglie di Temple, Steve, un ruolo più centrale. East of Algiers è in parte basato sulla serie radiofonica del 1947 Paul Temple and the Sullivan Mystery. Da The Kelby Affair in poi, i romanzi sono attribuiti esclusivamente a Francis Durbridge.
1. Send for Paul Temple (1938) (con John Thewes, alias Charles Hatton?)
2. Paul Temple and the Front Page Men (1939) (con Charles Hatton)
3. News of Paul Temple (1940) (con Charles Hatton)
4. Paul Temple Intervenes (1944) (con Charles Hatton)
5. Send for Paul Temple Again! (1948) (con Charles Hatton)
6. Paul Temple and the Tyler Mystery (1957) (con Douglas Rutherford)
7. Paul Temple: East of Algiers (1959) (con Douglas Rutherford)
8. Paul Temple and the Kelby Affair (1970)
9. Paul Temple and the Harkdale Robbery (1970)
10. Paul Temple and the Geneva Mystery (1971)
11. Paul Temple and the Curzon Case (1972)
12. Paul Temple and the Margo Mystery (1986)
13. Paul Temple and the Madison Case (1988)
14. Paul Temple and the Conrad Case (1989)

## Fumetti
Tra il 19 novembre 1951 e il 1° maggio 1971, mentre il personaggio era all'apice della sua popolarità alla radio e in televisione, Paul Temple fu adattato come striscia quotidiana per il London Evening News. La striscia fu scritta (e accreditata in pagina a) Francis Durbridge stesso.
Fino al 1954 la striscia fu disegnata da Alfred Sindall. Dal 1954 in poi fu continuata da Bill Bailey, John McNamara e Philip Mendoza. Edizioni selezionate delle strisce disegnate da John McNamara furono ristampate da un editore di riviste minore del sud di Londra, Micron, in una serie di breve durata nel 1964. In nessuna fase della striscia furono presenti ritratti riconoscibili delle allora attuali star della serie radiofonica, Peter Coke e Marjorie Westbury.

## Adattamenti internazionali

### Paesi Bassi
Nei Paesi Bassi, diversi drammi radiofonici furono nuovamente registrati utilizzando attori olandesi e il nome del personaggio principale fu adattato in Paul Vlaanderen.

### Norvegia
In Norvegia vennero realizzati circa 30 episodi per la radio, suddivisi in tre serie, negli anni dal 1952 al 1973. 1952 - Paul Temple og Gregory-saken, basato su Paul Temple e il caso Gregory (1946) 1953 - Paul Temple og Madison-mysteriet, basato su Paul Temple e il mistero di Madison (1949) 1973 - Paul Temple og Milbourne-saken, basato su Paul Temple e il mistero di Ginevra (1965)

### Germania
In Germania, tra il 1949 e il 1967 furono adattati dodici serial radiofonici di Paul Temple; ogni episodio (come i serial della BBC) si concludeva con un cliffhanger. Furono ascoltati da un numero così elevato di persone che si guadagnarono il soprannome di Straßenfeger ("spazzini"), perché lasciavano le strade praticamente deserte ogni volta che veniva trasmesso un episodio. Sono stati interpretati da attori di fama nazionale, tra cui René Deltgen, nato in Lussemburgo (che ha interpretato il ruolo principale in 11 delle 12 serie), Gustav Knuth, Friedrich W Bauschulte, Pinkas Braun, Heinz Schimmelpfennig, Siegfried Wischnewski, Wolfgang Wahl, Günther Ungeheuer e Paul Klinger tra gli altri.
Da allora tutti gli 11 serial radiofonici tedeschi sopravvissuti sono stati pubblicati su CD come audiolibri. Due serie a fumetti di breve durata dell'Aachener Bildschriftenverlag e del Luna-Kriminalromane sono rari oggetti da collezione.
Nel 2014 è stato trasmesso e distribuito un remake ridotto della versione perduta del 1949 di "Paul Temple and the Gregory Affair", seguito da uno spettacolo radiofonico in diretta nel 2015 con il cast e la WDR Radio Orchestra, condotto dal comico tedesco Bastian Pastewka.
Nel 2015 tutti e quattro i film di Paul Temple sono stati pubblicati in DVD.

### Italia
Tra il 1953 e il 1977 la RAI produsse sette sceneggiati in lingua italiana con protagonista Paul Temple, ciascuna con un diverso doppiatore nel ruolo del protagonista:
- Paul Temple, il romanziere poliziotto (da A Case for Paul Temple), 1953 con Fernando Farese
- Paul Temple e il caso Gregory (da Paul Temple and the Gregory Affair), 1961 con Gualtiero Rizzi
- Paul Temple e l'Uomo di Zermatt (da Paul Temple and the Lawrence Affair), 1961 con Adolfo Geri
- Margò (da Paul Temple and the Margo Mistery), 1967 con Aroldo Tieri
- Chi è Jonathan? (da Paul Temple and the Jonathan Mistery), 1971 con Mario Feliciani
- La ragazza scomparsa (da Paul Temple and the Conrad Case), 1975 con Alberto Lupo
- Cabaret (da Paul Temple and the Spencer Affair), 1975 con Luigi Vannucchi

Si ritiene che entrambe le produzioni del 1961 siano andate perdute.